# ميلتون كينز دونز
نادي ميلتون كينز دونز لكرة القدم (بالإنجليزية: Milton Keynes Dons Football Club)‏ هو نادي كرة قدم إنجليزي يقع في ميلتون كينز. تأسس في عام 2004 ويلعب في دوري البطولة الإنجليزية.

## روابط خارجية
- الموقع الرسمي (بالإنجليزية)